# گرمی (گرجستان)

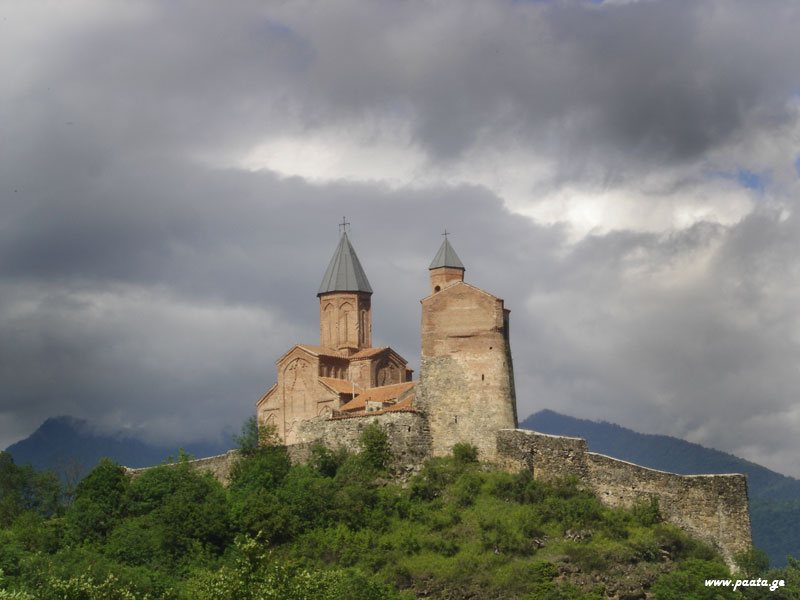
تنها ساختمان باقی مانده از شهر گرمی

گرِمی (به گرجی: გრემი) (Gremi) یک بنای تاریخی متعلق به قرن شانزدهم میلادی – قلعهٔ سلطنتی و کلیسای فرشتگان – در ایالت کاختی گرجستان می‌باشد. این مجموعه از شهر پررونق گرِمی برجای مانده و در شرق آن روستایی جدید با همان نام در منطقه قوارلی، ۱۷۵ کیلومتری شرق تفلیس، پایتخت گرجستان واقع شده‌است.

## تاریخچه
گرِمی، پایتخت پادشاهی کاختی بود و به عنوان یک شهر فعال برای خرید و فروش در جاده ابریشم و اقامتگاه سلطنتی محسوب می‌شد تا اینکه در سال ۱۶۱۶ میلادی شاه عباس یکم آنرا با خاک یکسان کرد. این شهر هرگز به رونق و پیشرفت گذشته‌اش دست پیدا نکرد و پادشاهان کاختی، پایتخت را به تلاوی منتقل کردند.
مساحت این شهر تقریباً ۴۰ هکتار می‌باشد و از سه بخش اصلی – مجموعهٔ کلیسای فرشتگان، اقامتگاه سلطنتی و بخش تجاری تشکیل شده‌است. مطالعات دقیق باستان‌شناسی منطقه به ترتیب در سالهای ۱۹۳۹ تا ۱۹۴۹ میلادی و ۱۹۶۳ تا ۱۹۶۷ میلادی توسط: ا. مامولاشویلی و پ. زکریا انجام گرفته‌است. از سال ۲۰۰۷ میلادی موضوع گنجاندن بناهای تاریخی گرمی در سایت‌های میراث جهانی یونسکو مطرح شد.

## معماری
مجموعهٔ کلیسای فرشتگان روی یک تپه قرار گرفته و از: کلیسای فرشتگان مایکل و گابریل، یک دژ سه طبقه، یک برج ناقوس و یک سرداب شراب تشکیل شده‌است. دیواری که به وسیلهٔ مزغل‌ها، برج‌ها و برجک‌ها محافظت می‌شود، دور تا دور این کلیسا را احاطه کرده‌است. بقایایی که از یک تونل مخفی که به رودخانهٔ اینتسوبی می‌رسد نیز بر جای مانده‌است.
کلیسای فرشتگان در سال ۱۵۶۵ میلادی به فرمان لوان کاختی (۱۵۲۰–۱۵۷۴ میلادی) ساخته شد و در سال ۱۵۷۷ میلادی دیوارنگاری شد. این ساختمان، یک کلیسای گنبددار صلیب شکل می‌باشد که عمدتاً از نوعی سنگ مخصوص ساخته شده‌است. طراحی این بنا، سنگ‌تراشی سنتی گرجستان را با برداشت محلی از ذائقهٔ معماری معاصر ایران پیوند داده‌است. این ساختمان سه ورودی دارد: یکی مشرف به غرب، دیگی مشرف به جنوب و ورودی سوم مشرف به شمال است. فضای داخلی این ساختمان با یک گنبد کامل شده که به وسیلهٔ گوشه‌های محراب و دو ستون پایه محافظت می‌شود. سر در ساختمان به سه بخش قوسی شکل، تقسیم شده‌است. گنبد روی یک استوانه قرار گرفته و اطراف این استوانه ۸ پنجره تعبیه شده‌است.
برج ناقوس نیز موزه‌ای را در خود جای داده که در آن چندین شی دست‌ساز باستان‌شناسی متعلق به قرن شانزدهم میلادی به نمایش گذاشته شده اس. دیوارهای این ساختمان توسط یک نقاش گرجی به نام لوان چوگوشویلی با مجموعه‌هایی از نقاشی‌های پادشاهان کاختی تزئین شده‌است. (۱۹۸۵)

## نگارخانه

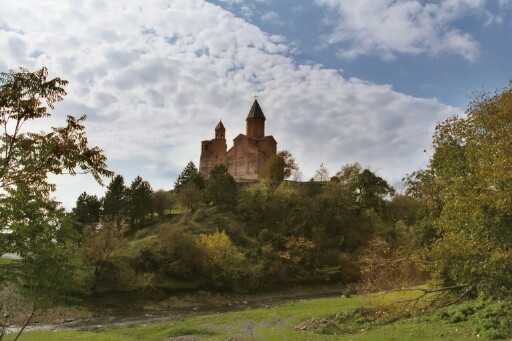
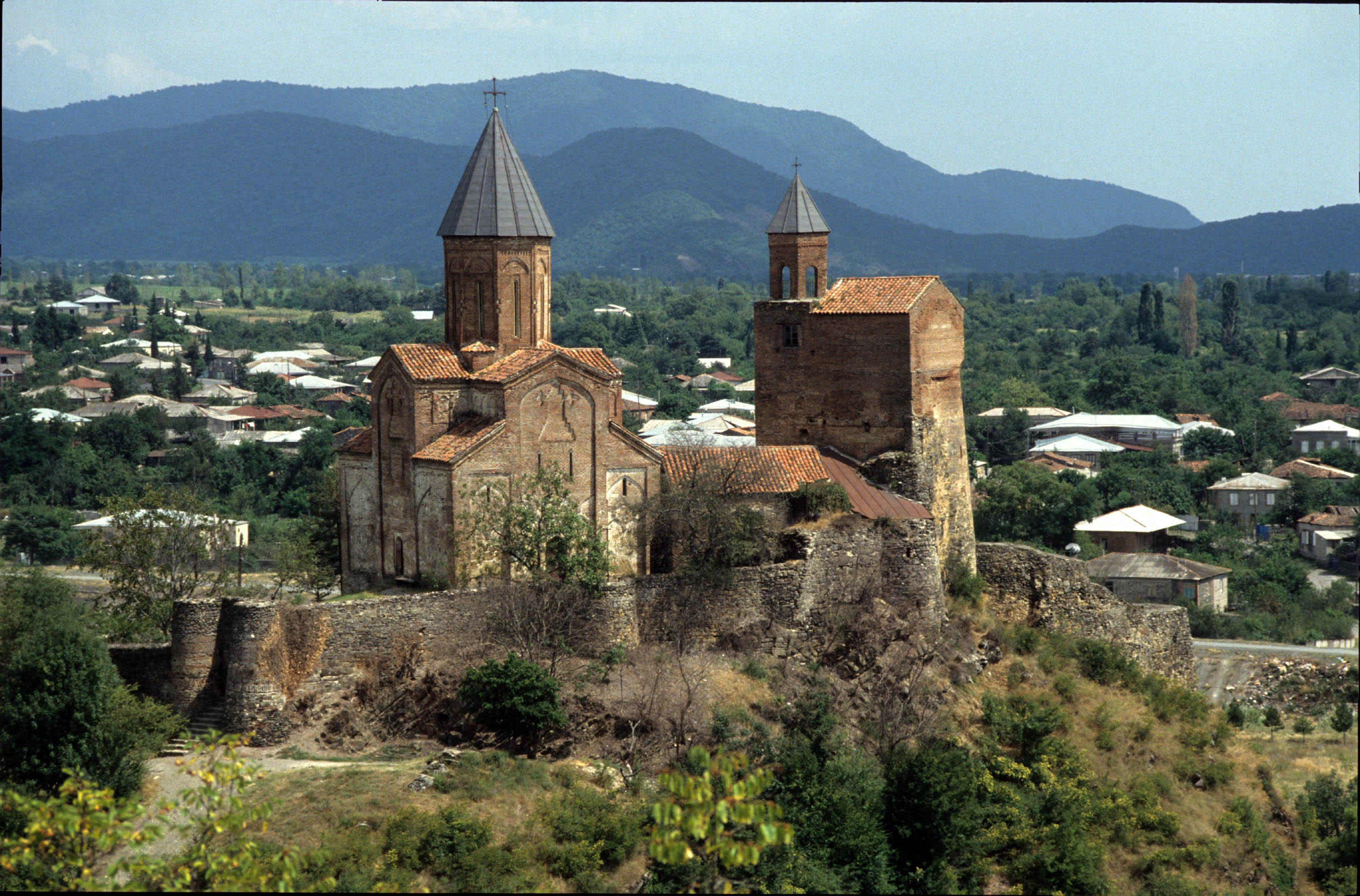
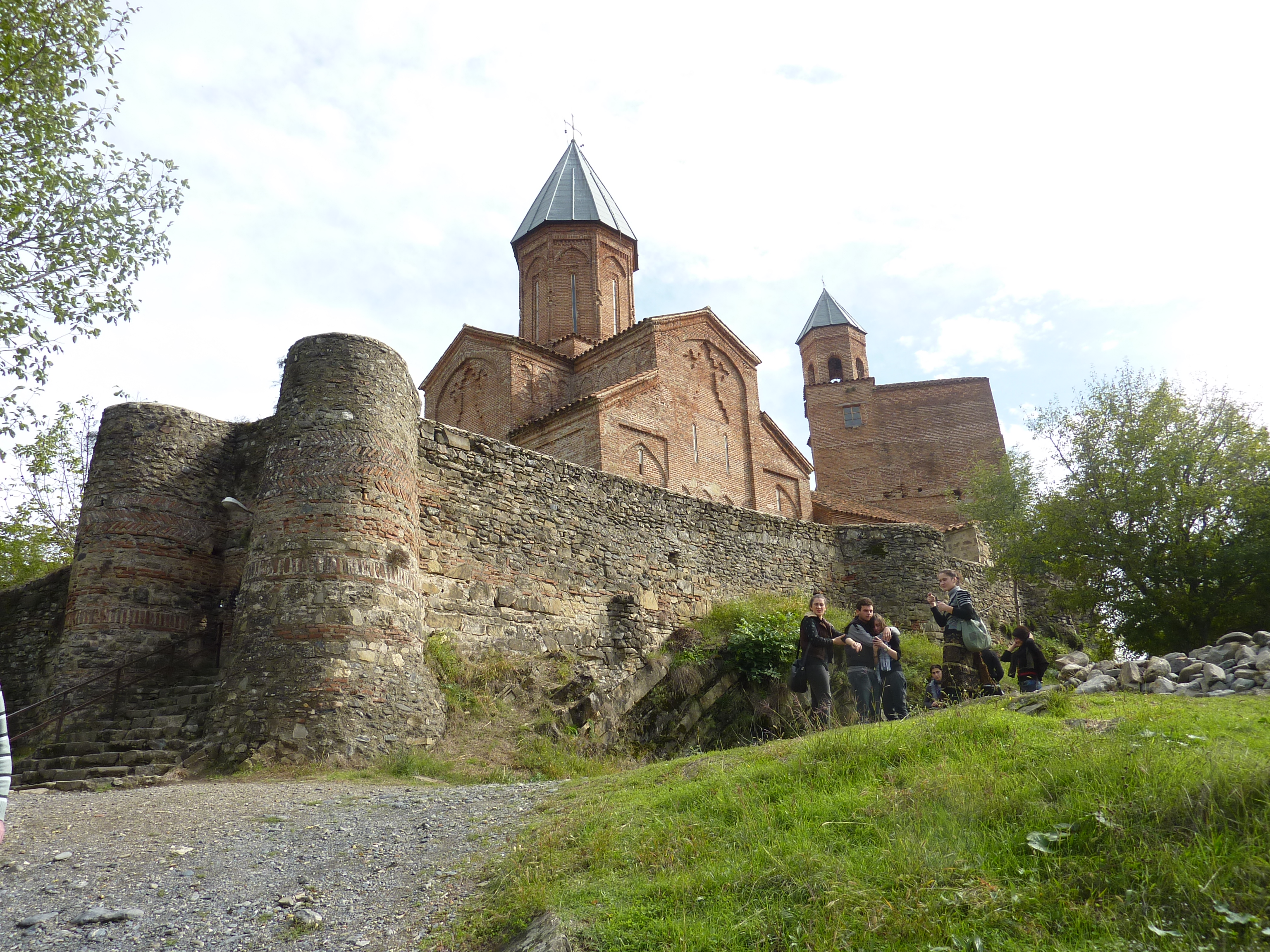
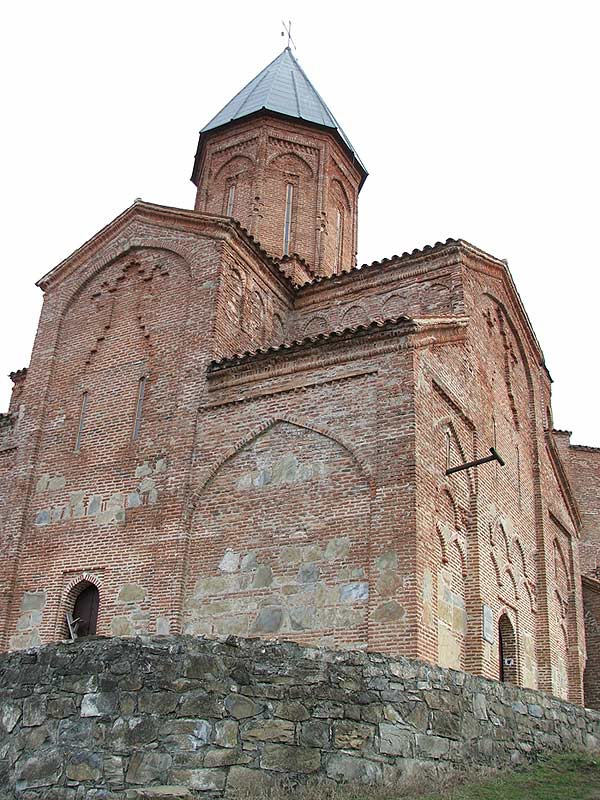
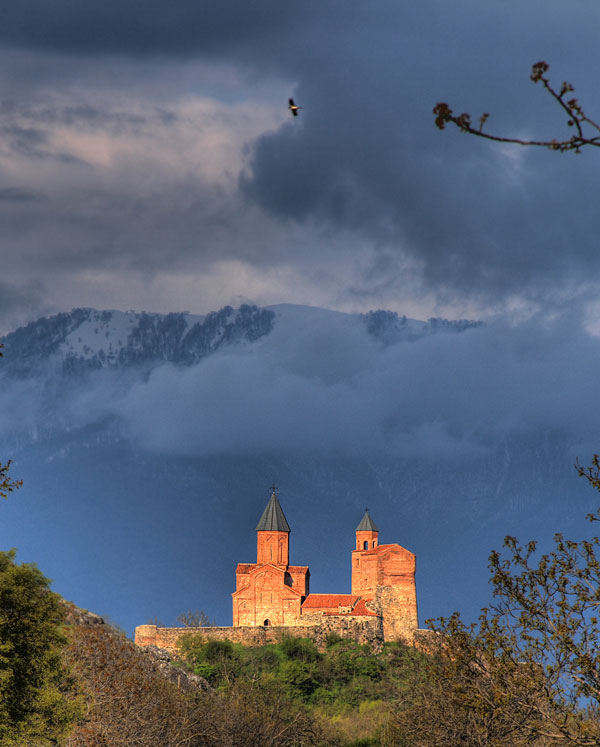
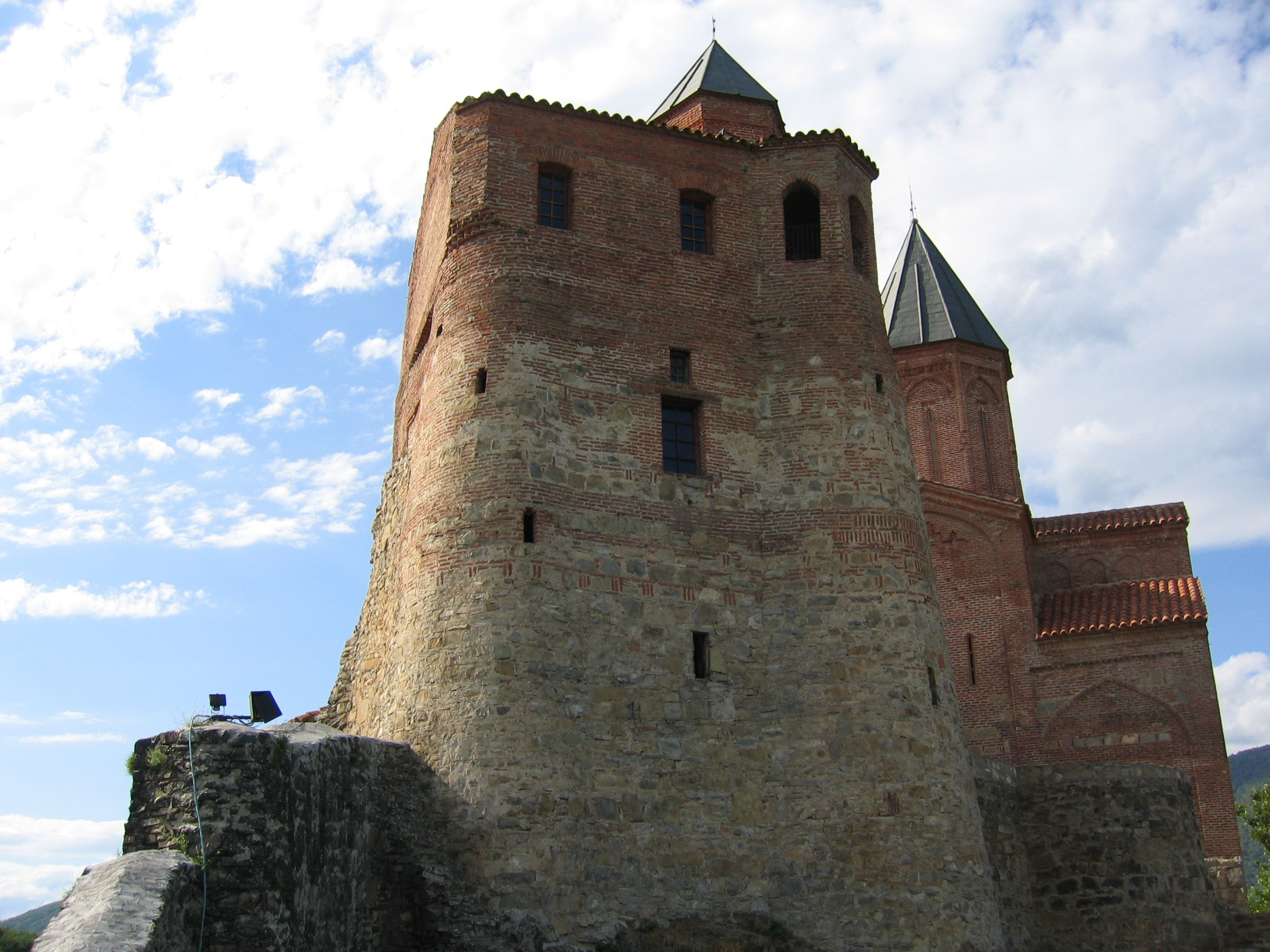